# لار (بادن-فورتمبرغ)
لار بادن وورتمبرغ (بالألمانية: Lahr) هي Grosse Kreisstadt، مدينة وبلدة ألمانية تقع في ألمانيا في بادن-فورتمبيرغ.

## المدن التوأمة
مدن Dole، بيلفي (أونتاريو)، ألاخويلا وإرستين هي مدن توأمة لـلار بادن وورتمبرغ.

## أعلام
- ساتشا ريثر
- باول بدر
- تومي ماك
- هانس فرديناند لينكينس
- جوناثان هارتي
- والثر لودفيغ
- انطون هرمان ألبرشت